# انسولین دتمیر
انسولین دتمیر،(به انگلیسی: Insulin detemir) که تحت نام تجاری Levemir و دیگر نام ها به فروش می رسد یک انسولین طولانی اثر است که برای درمان دیابت نوع ۱ و نوع ۲ استفاده می شود. این دارو به صورت تزریق زیرجلدی تجویز می شود و تا ۲۴ ساعت مؤثر است.
عوارض جانبی رایج شامل افت قند خون، واکنش های آلرژیک، درد در محل تزریق و افزایش وزن است. استفاده از آن در دوران بارداری و شیردهی ایمن به نظر می رسد. این ماده با افزایش مقدار گلوکز جذب شده در بافت ها و کاهش مقدار گلوکز ساخته شده توسط کبد کار می کند.
انسولین دتمیر برای استفاده پزشکی در اتحادیه اروپا در ژوئن ۲۰۰۴ و در ایالات متحده در ژوئن ۲۰۰۵ تأیید شد.در سال ۲۰۱۷، این دارو با بیش از شش میلیون نسخه، ۱۱۴امین داروی رایج در ایالات متحده بود.